# Codentify

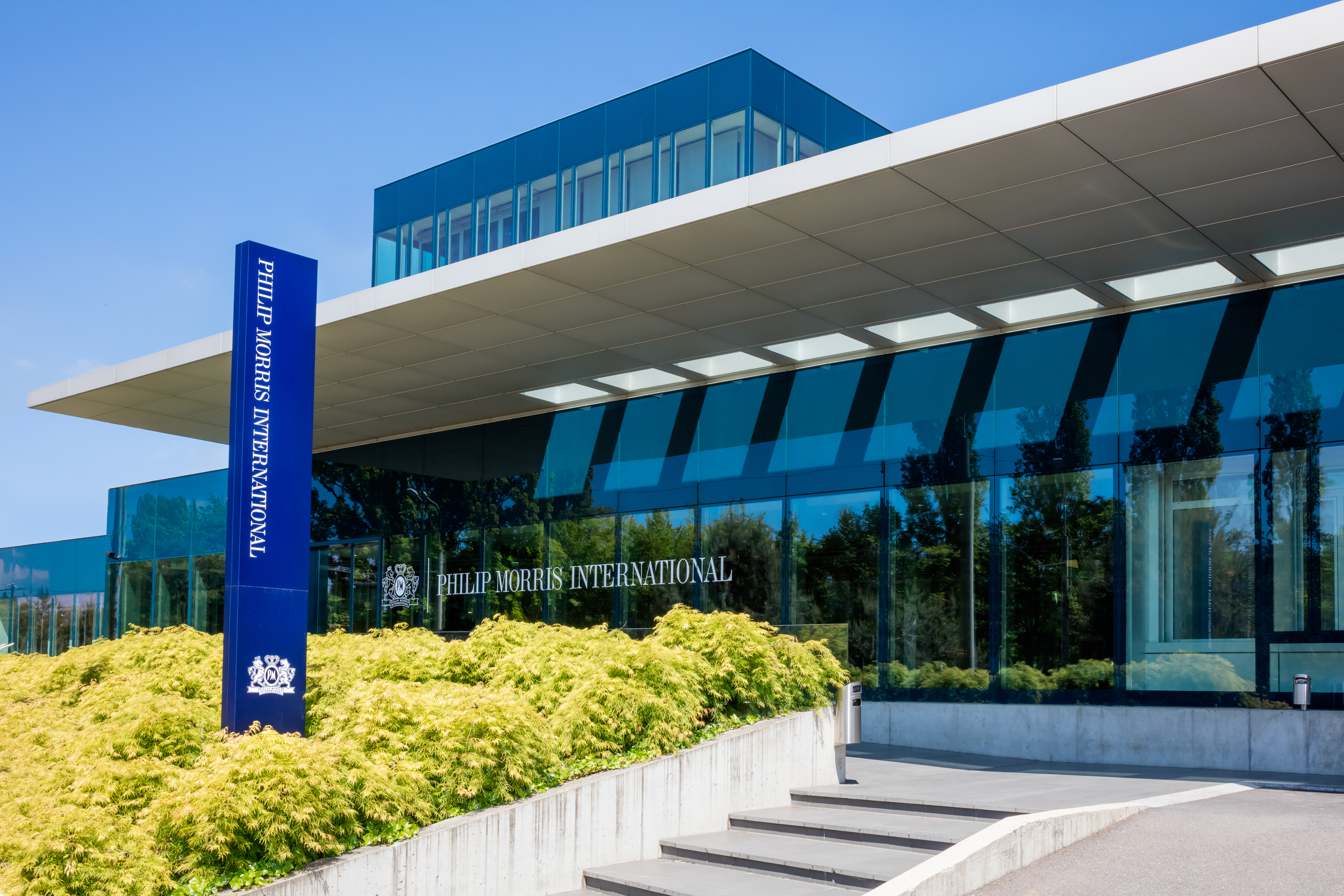
Siège opérationnel de PMI à Lausanne

Codentify est un système de lutte contre la contrebande par la sérialisation de produits, développé et breveté par Philip Morris International (PMI). Cet outil d’empreinte est destiné à la vérification de l'authenticité des produits du tabac et au contrôle de la chaîne d’approvisionnement. Dans le processus de production, chaque paquet de cigarettes est marqué d'un code visible unique (appelé Codentify), qui permet d'authentifier le code sur un serveur central,.
En novembre 2010, PMI a autorisé l’exploitation de sa licence à ses trois principaux concurrents, à savoir British American Tobacco (BAT), Imperial Tobacco Group (ITG) et Japan Tobacco International (JTI). Les quatre compagnies ont ainsi formé la Digital Coding and Tracking Association (DCTA) - Association de codage digitale et de traçabilité, dont le travail consiste à promouvoir le système, afin de remplacer les timbres fiscaux des gouvernements. Codentify est identifié par ses inventeurs comme une technologie de « track & trace » ; « traçabilité et authentification des produits ».

## Histoire
En juillet 2004, Philip Morris International et l’Union Européenne (UE) ont trouvé un accord après 12 années de différend juridique, sur des accusations de contrebande de cigarettes. PMI a accepté de payer 1,25 milliard de dollars à l'UE et à ses États membres. En outre, PMI est légalement obligé de marquer ses produits avec des codes de série 
traçables,. Des accords ont été signés par la suite avec les trois autres grandes compagnies de tabac.
La filiale de PMI, Philip Morris Products S.A., a créé et breveté le système Codentify en 2005.
À la fin de l’année 2010, PMI a autorisé à ses principaux concurrents BAT, JTI et ITG, l’utilisation gratuite de cette technologie.Les quatre sociétés, qui représentent ensemble 71 % des ventes de cigarettes mondiales (hors Chine), ont convenu d'utiliser le système développé par PMI sur l'ensemble de leurs produits, afin d'assurer « l'adoption d'une norme unique pour l'industrie, basée sur Codentify ». La Convention-cadre de l'OMS pour la lutte antitabac (CCLAT) a immédiatement exprimé son désaccord, expliquant que « Codentify ne devrait jamais être utilisé pour la traçabilité des produits, ce qui devrait plutôt être mis-en-œuvre avec le strict contrôle et sous la gestion des gouvernements. »
En 2011, les quatre sociétés ont formé la Digital Coding and Tracking Association (DCTA) pour promouvoir des normes internationales et des technologies numériques afin d'aider les gouvernements à lutter contre la contrebande, la contrefaçon et la fraude fiscale. L'association a été officiellement créée en 2013.
Selon la DCTA, environ 12 % du marché mondial de la cigarette est illicite, ce qui coûte aux gouvernements plus de 40 milliards de dollars de perte de recettes fiscales par an ; et certains estiment que ce chiffre est sérieusement sous-estimé,. Les accords entre l'UE et les quatre grandes compagnies de tabac visent à endiguer le commerce illicite de cigarettes, mais sont perçus par des universitaires qui travaillent dans ce domaine, comme un moyen de dissuasion tout à fait insuffisant,. Après des plaintes de députés européens sur l’inefficacité du système et sur le fait qu’il soit inapproprié, l’UE n’a finalement pas renouvelé cet accord avec les compagnies de tabac.
En juin 2016, la DCTA a annoncé avoir transféré Codentify à Inexto, une filiale suisse du groupe français Impala. Cela a été critiqué par les chiens de garde de l'industrie tels que la CCLAT et des universitaires tels qu’Anna Gilmore, qui est la directrice du groupe de recherche sur le contrôle du tabac à l'Université de Bath. Elle a déclaré qu’« Inexto ne pouvait pas être considéré comme suffisamment indépendant de l'industrie du tabac. » D'autres universitaires tels que Luk Joossens, qui est le responsable pour la promotion de l'Association des Ligues Européennes Contre le Cancer, ont déclaré la vente était « prévisible » et que les compagnies de tabac vont maintenant « prétendre » que Codentify ne fait plus partie de l’industrie du tabac. PMI a réfuté cela en affirmant que «Inexto est totalement indépendant de l'industrie du tabac. »

## Inexto
Dans un communiqué adressé à la Commission de Sécurité et d’Échanges (CSE), l'avocat argentin Alejandro Sánchez Kalbermatten a expliqué le rapport entre PMI, Inexto et Impala par un diagramme.
En 2019, dans le cadre d’un appel d’offres portant sur le marquage fiscal de la douane marocaine, Inexto aurait passé un accord secret avec le Britannique De La Rue en cas d’attribution du marché public à ce dernier. Cet accord permettrait à Inexto de remporter des parts de marché via une solution de traçabilité conjointe sans mettre son image en avant, le Britannique faisant de son côté oublier sa mauvaise santé financière et une enquête pour corruption par la justice britannique concernant l’octroi d’un marché public au Sud-Soudan. 

## Technologie
Le système Codentify est basé sur un code imprimé directement lors du processus de fabrication, sur chaque produit individuel. Le code est créé par une machine, il est lisible par un humain, avec 12 caractères alphanumériques. Les clés de chiffrement sont stockées sur un serveur et permettent la production d'un nombre prédéfini de codes Codentify.
Le code créé par le système est décrit comme étant aléatoire, offrant 3412 combinaisons possibles. Une gamme de données peut être cryptée dans le code, comme la date et l'heure de la fabrication, la machine de fabrication, la marque, la variante, la taille du paquet, le type d'emballage, marché de destination, et le prix.
Ce système présente cependant des limites car il ne permet que la vérification du code lui-même, et non  celle du produit sur lequel le code est imprimé, le code potentiellement imitable. Un rapport de la Commission Européenne d’Évaluation de la Traçabilité note dans la section 5.1.2 que, outre le fait que le code Codentify peut être facilement copié, il échoue également à relier les paquets de cigarettes aux caisses de cigarettes.

## Critiques
Codentify a fait l'objet de critiques sévères arguant que ce système promu par l’industrie du tabac vise à saper les efforts de santé publique et n’est pas capable d'enrayer le commerce illicite de cigarettes. Cette critique est tenue par des universitaires et des groupes pro-santé, ainsi que par des organismes gouvernementaux, y compris l'Organisation Mondiale de la Santé (OMS).
Le Protocole CCLAT de l'OMS pour l'élimination du commerce illicite des produits du tabac stipule à l'article 8, section 12, que le suivi du tabac et sa réglementation « ne doivent pas être effectuées par ou délégué à l'industrie du tabac »,.
Les critiques de l'industrie du tabac affirment que Codentify n’est tout simplement pas assez bon, « parce qu'il se concentre trop sur la production et qu’il ne stocke pas plus les codes de produits qu’il n’en assure la traçabilité. »,
D’importantes critiques ont également été lancées contre les clés créées par l’usine pour fournir des codes de vérification uniques pour chaque produit. Étant donné que ces clés secrètes sont stockées sur des serveurs d’entreprises et de gouvernements, des abus de pouvoir à ce niveau permettraient à des criminels de générer des codes supplémentaires, qui seraient considérés comme authentiques par le système,,.
La nature décentralisée du système permet également une variété d'autres contrefaçon selon les critiques, tels que « le recyclage de code », en utilisant des codes de produits rejetés lors du contrôle qualité, « le code cloné », l'impression du même code sur plusieurs produits, et « Code de migration », réimprimer des codes utilisés dans un autre pays, ce qui permet de réutiliser les codes authentiques à plusieurs reprises.
De plus, l'association Action on Smoking and Health (ASH) (en) a décrit ce système comme une boîte noire créée par l'industrie du tabac, qui utilise un équipement non garanti et vulnérable au recyclage de code.

### France
A la veille du « Moi(s) sans tabac », institué par le ministère français de la Santé dès novembre 2016, et du sommet des Nations unies consacré au tabac à New Delhi, les associations anti-tabac accusent l’industrie d’utiliser le Codentify comme « un cheval de Troie destiné à faire échouer la mise en place concomitante d’un système de traçabilité sous l’égide de l’Organisation mondiale de la Santé ». Au même titre qu’un protocole de l’OMS signé en 2012 sur la traçabilité des produits du tabac, la directive européenne sur le tabac de 2014 prévoyait un outil d’empreinte similaire au Codentify, mais dont l’origine serait totalement indépendante de l’industrie du tabac, afin de juguler le commerce parallèle qui incite les jeunes à fumer en leur fournissant des cigarettes à bas prix, hors du circuit du bureau de tabac. Pourtant, tous s’accordent en France sur la nécessité d’instituer un système de traçabilité indépendant, comme le député PS du Doubs Frédéric Barbier, qui préconise à l’État d’agir vite sur le dossier en prenant les rênes de la traçabilité.

### Burkina Faso
De surcroît, le 27 octobre 2016, l’Association Afrique contre le tabac (ACONTA) a dénoncé lors d’une conférence de presse l’application du système de traçabilité Codentify au Burkina pour ses liens avec l’industrie du tabac. Le coordonnateur de l’association, Salif Nikiéma, a déclaré que Codentify « apparaît comme un auto-contrôle que l’industrie prétend vouloir s’appliquer à elle-même. Ce qui apparaît comme une aberration et une « farce » ». Les ministères du commerce et des finances du Burkina ont signé un arrêté interministériel relatif au système malgré l’opposition des techniciens des impôts et du ministère de la santé. Nikiéma a plaidé pour que cette décision soit retirée « purement et simplement », car elle est « en faveur de l’industrie du tabac et qui est en même temps une ingérence dans la règlementation antitabac au Burkina ».

### Amérique latine
Philip Morris a été accusé, par l'intermédiaire de sa filiale sud-américaine Massalin Particulares, d'utiliser des moyens corrompus et d'extorsion pour mettre en place Codentify et Inexto en Argentine : « Les dirigeants, les administrateurs et les représentants légaux de PMI et de sa filiale argentine Massalin Particulares S.R.L. (MP) font l'objet d'une enquête dans le cadre d'une affaire pénale dans une cour fédérale... », a écrit l'avocat Alejandro Sánchez Kalbermatten dans une lettre de 2017 à la Securities and Exchange Commission aux États-Unis.